# Pfarrhaus (Hörstein)

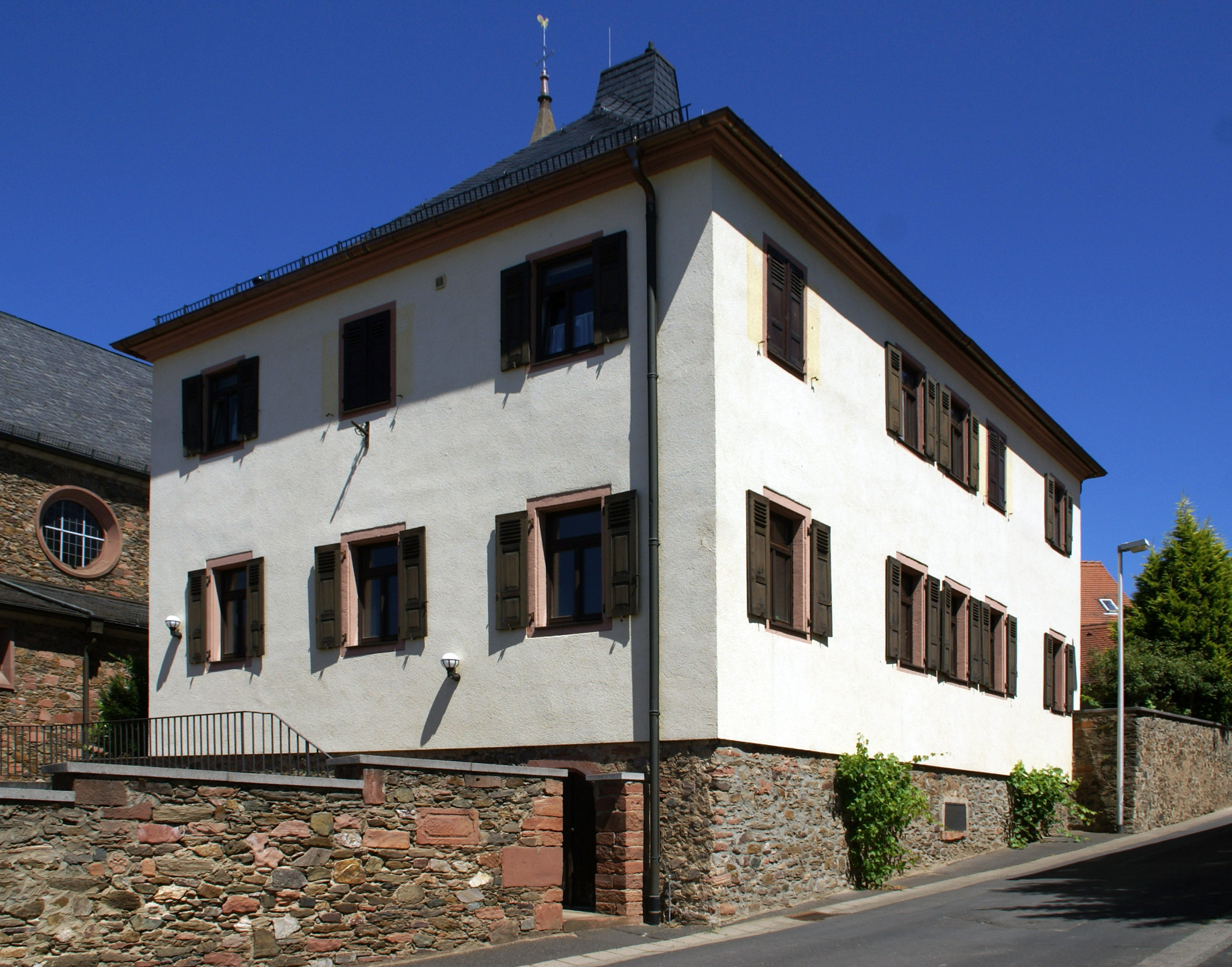
Pfarrhaus in Hörstein

Das Pfarrhaus in Hörstein, einem Stadtteil von Alzenau im unterfränkischen Landkreis Aschaffenburg in Bayern, wurde 1745 errichtet. Das Pfarrhaus an der Edelmannstraße 1, neben der katholischen Pfarrkirche Mariä Himmelfahrt, ist ein geschütztes Baudenkmal.
Der zweigeschossige Walmdachbau über hohem Bruchsteinsockel besitzt fünf zu drei Fensterachsen.